# Pařížské ledárny

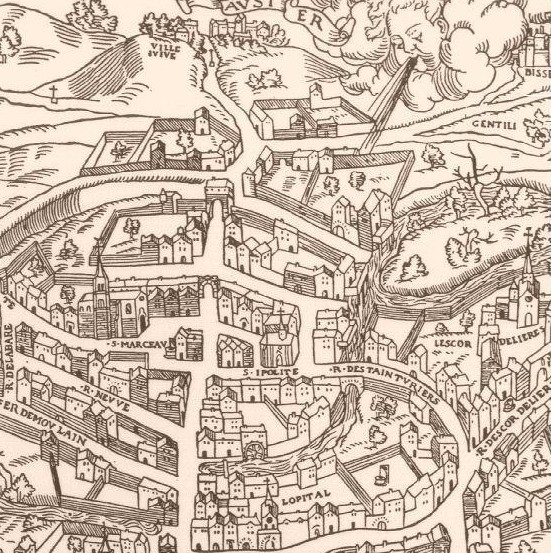

Pařížské ledárny (francouzsky Glacières de Paris) jsou bývalé ledárny v Paříži, které v zimě sloužily k uložení ledu a jeho následné distribuci během roku.

## Historie
Led potřebný původně pouze k chlazení se získával v zimě a ukládal do sklepů, kde vydržel po celý rok. V 17. století začala potřeba ledu stoupat a hlavním místem, kde se získával, byla vesnice Petit-Gentilly jižně od Paříže (dnes 13. obvod). Vesnicí protékala řeka Bièvre, která se zde rozdělovala do dvou ramen. Pravé, silnější tvořilo hlavní tok řeky, levé bylo menší. To přivádělo vodu do malých nádržích na loukách. Ty byly v zimě naplněny vodou. Byly chráněny stromy před přímým sluncem. Protože byly nádrže mělké, voda snadno zamrzala a poté byl led vyřezáván do bloků a ty převáženy do mnoha ledáren v okolí. Tyto podzemní ledárny (glacière) daly název ulici Rue de la Glacière.
V 17. století se v Paříži objevily první kavárny. V roce 1684 otevřel Sicilan Francesco Procopio di Coltelli v Paříži svůj podnik Café Procope, kde podával ledové nápoje a sorbet. V roce 1767 získala společnost výrobců limonád právo vyrábět zmrzlinu a chlazené nápoje. To znamenalo zvýšenou spotřebu ledu po celý rok.
V 19. století vlastnilo město Paříž 40 ledáren, z nichž nejstarší se nacházely v okolních obcích Gentilly, Saint-Ouen a Ville-Neuve l'Étang. Pokud led během roku nedostačoval, dovážel se z Norska. Dalších 30 ledáren vlastnila Société des Glacières réunies (Společnost spojených ledáren) v Saint-Ouen a Gentilly, která měla kapacitu až dvacet tisíc tun ledu. Celková spotřeba byla 7500 tun, z nichž 500 tun spotřebovali obchodníci a zpracovatelé potravin a mlékárny a zbytek ledu šel na výrobu zmrzliny a sorbetů.
Ledárny zanikly ve 20. století s výrobou umělého ledu.